# Wilhelm Kobelt
 (mars 2023).
Si vous disposez d'ouvrages ou d'articles de référence ou si vous connaissez des sites web de qualité traitant du thème abordé ici, merci de compléter l'article en donnant les références utiles à sa vérifiabilité et en les liant à la section « Notes et références ».
Pour les articles homonymes, voir Kobelt.
Wilhelm Kobelt est un malacologiste allemand, né en février 1840 à Alsfeld et mort le 16 mars 1916 à Schwanheim.
Il est conservateur au Muséum Senckenberg de Francfort-sur-le-Main.